# 沱江镇 (江华瑶族自治县)
沱江镇，是中华人民共和国湖南省永州市江华瑶族自治县下辖的一个乡镇级行政单位。江华瑶族自治县人民政府驻地。

## 行政区划
沱江镇下辖以下地区：
春晓社区、萌渚社区、阳华社区、豸山社区、新华村、城南村、老县村、顾院村、茫海洲村、六子石村、双洞村、阳华田村、白泉村、四联村、百家尾村、班田村、茅坪村、大鹿冲村、白竹塘村、山口铺村、王家村、架枧田村、鲤鱼井村、大山寨村、德桥河村、塘下洞村、胡猪口村、山寨村、沱岭村、龙造窝村、竹园寨村、良木桥村、栋青村、小洛坪村、莲花地村、星桥村、下村、荷花田村、马鹿洞村、云梯山村、塘头坪村和白李村。